# Gunvald Larsson

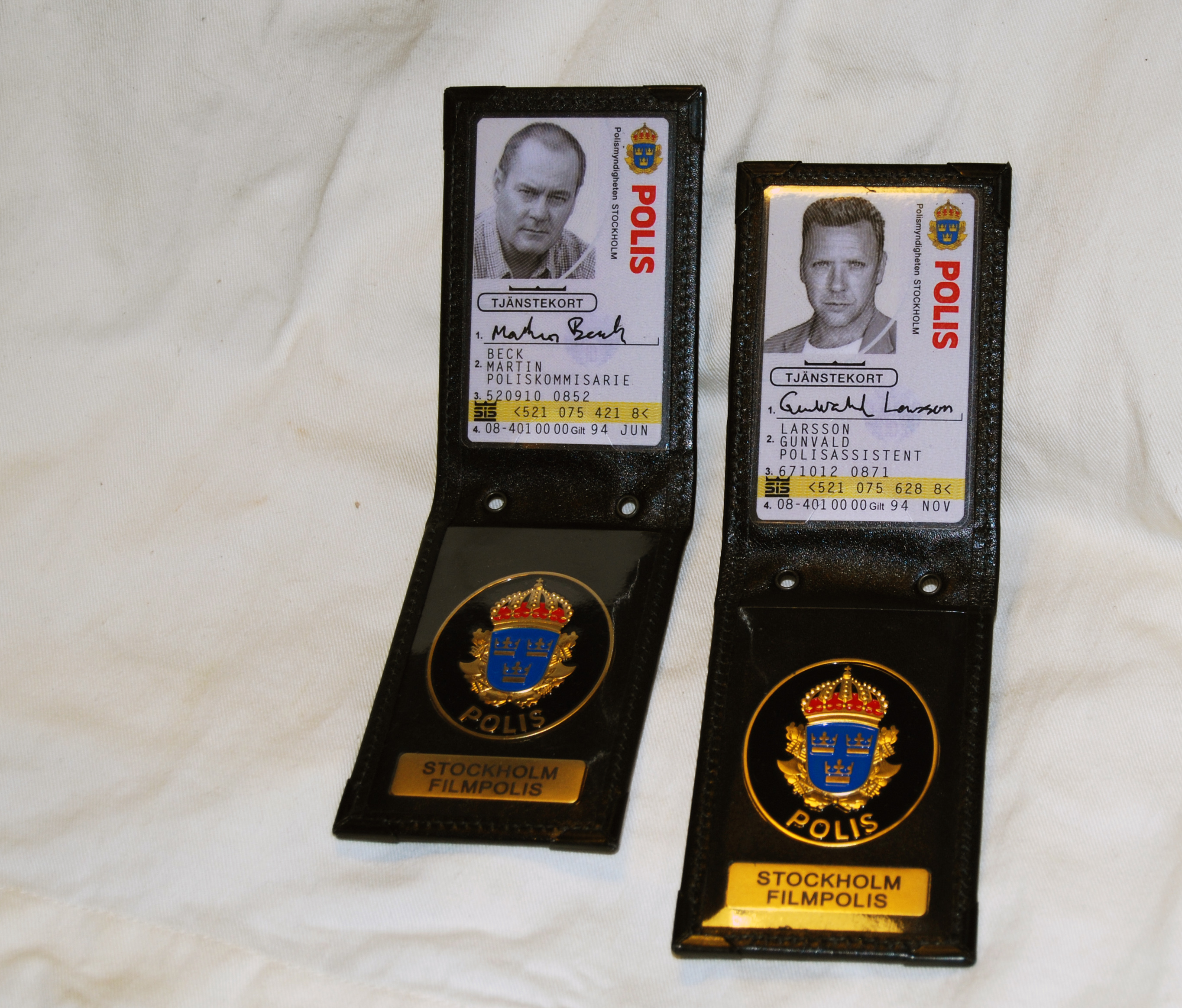
Gunvald Larsson till höger på en polisbricka tillsammans med Martin Beck.

Gunvald Larsson är en av huvudpersonerna i berättelserna om Martin Beck i Sjöwall Wahlöös polisromanserie  Roman om ett brott. Han är en av Becks närmaste poliskolleger. 

## Biografi och förekomster
Gunvald Larsson är född 1925, ogift och bosatt i Bollmora. Han är förste kriminalassistent när han första gången kommer in i handlingen fredagen den 2 juni 1967. I romanerna beskrivs Gunvald Larsson som en kraftigt byggd man med axlar som en tungviktare i kampsport, 192 centimeter lång och med en vikt på 98 kilo (1967), med blont bakåtstruket hår och isblå ögon, som kan sätta skräck i de mest förhärdade brottslingar likaväl som i hans kollegor. Han har väldiga händer, tätt bevuxna med blond ragg.
Fingrarna knakar han ideligen med, till kollegan Kollbergs förtret. Vidare föga sympatiska drag är hans ovana, att dra ut hår ur näsan, och att han petar i öronen med sin penna. Detta trots sin överklassbakgrund och det faktum, att han gått på de bästa skolor, där hans åsikter (som är av tidstypiskt vänstersnitt) gjorde att hans far tog sin hand ifrån honom. Innan han blev polis, var han sjöofficer och senare befäl inom handelsflottan. Han har därför lärt sig flera olika språk, exempelvis spanska, engelska, franska och tyska samt lite ryska och redan varit "där pepparn växer". Som ett uttryck av sina vänster-lutande åsikter är hans bil en östtysk EMW, i passande röd färg.
Larsson sägs ha en förkärlek på att slå in dörrar och kan vara brutal mot dem han tycker förtjänar det, men samtidigt tycker han snarast synd om de slashasar, som han vanligen möter under sin tjänstgöring som förste kriminalassistent inom Stockholmspolisens våldsrotel. Hans brutalitet kommenteras ofta av hans överordnade, däribland Martin Beck, men han klarar sig kvar i tjänst, eftersom han med sina metoder uppnår resultat. Hans rigiditet och det faktum, att han inte är det minsta mån om att vidmakthålla det kamaraderi, som upprätthålls inom poliskåren gör honom föga populär bland kollegorna. Bland överordnade är han inte populär, då han inte drar sig för att drastiskt uttrycka vad han tycker – ofta kryddat med gunrumshumor. Han påstås ha färre vänner inom poliskåren än någon annan. Hans närmaste och enda riktiga vän är Einar Rönn. Ett genomgående tema i böckerna är Gunvalds exklusiva kläder, som ofta blir förstörda när han gör sina ingripanden.

## Filmerna
Alla dessa egenskaper hos Gunvald Larsson är dock inte överförda till de senare filmerna med Mikael Persbrandt eller Rolf Lassgård i rollen – där är han mer aggressiv, hotar och misshandlar misstänkta i jakten på det som han uppfattar som rättvisan, samtidigt som han är empatisk mot brottsoffer liksom mot förövare, som angripit sina plågoandar. Han är också betydligt populärare inom kåren, trots att han även i dessa filmer är frispråkig och emot kamaraderi. Hans chef Martin Beck kritiserar ofta hans brutalitet, men är samtidigt väldigt undfallande mot honom. Larsson är å sin sida lojal mot Beck när Beck genomför relevanta utredningar bakom ryggen på sin chef, eftersom Larsson bryr sig mer om rättspatos än att följa regler. 
I Persbrandt/Lassgård-filmerna hamnar Larsson ibland i konflikt med kvinnliga kollegor, men tar förbehållslöst deras parti när de råkar illa ut och brukar ofta (men inte alltid) bli vän med dem. Larsson har även en son som heter Tom, enligt filmen I stormens öga.
Gunvald Larsson blir senare, i filmen Gunvald (säsong 5), nedskjuten av en då helt okänd gärningsman, när han ensam har åkt iväg på ett förhör hos en nyligen mördad persons granne. Han hamnar därefter på sjukhus med flera omfattande skador, och avlider sedan av dessa skador.  Han blir efter sin bortgång ersatt av norrmannen Steinar Hovland (spelad av Kristofer Hivju), vilket sker i den nästkommande filmen Steinar.

## Skådespelare
Rollen som Gunvald Larsson har spelats av Thomas Hellberg i Bo Widerbergs "Mannen på taket" (1976) och av Bruce Dern i den amerikanska filmen "Den skrattande polisen" från 1973. Rollfigurens namn var i denna film Leo Larsen.
De två skådespelare, som tolkat Gunvald Larsson flest gånger, är Rolf Lassgård som spelade rollfiguren i de sex filmerna från 1993 med Gösta Ekman som Martin Beck, och Mikael Persbrandt i filmerna med Peter Haber i titelrollen (1997– ).

## Parodier
I filmen Kommissarie Späck parodieras figuren som Grünvald Karlsson spelad av Johan Hedenberg.

## Litterära referenser
Jan Guillou har skrivit in en man med namn Gunvald Larsson i romanen "Fiendens Fiende", som kontaktar svenska underrättelsetjänsten för att berätta att han har sett en förrymd svensk spion vid en studieresa i Moskva. Mannen presenterar sig som Gunvald Larsson och försöker sedan ivrigt förklara att han faktiskt heter så och att det inte är ett namn taget från Sjöwall Wahlöö-romanerna. Samuel Ulfsson, som tar emot besökaren är för dåligt insatt i svenska kriminalromaner och förstår inte vad mannen försöker reda ut, utan förklarar att han självklart heter så, eftersom han ju måste ha legitimerat sig för att bli insläppt.